# Munda (geslacht)
Munda is een geslacht van rechtvleugeligen uit de familie krekels (Gryllidae). De wetenschappelijke naam van dit geslacht is voor het eerst geldig gepubliceerd in 1877 door Stål.

## Soorten
Het geslacht Munda omvat de volgende soorten:
- Munda elegantis Gorochov, 2008
- Munda excellentis Gorochov, 2008
- Munda recedentis Gorochov, 2008
- Munda asyrinx Saussure, 1878
- Munda bella Gorochov, 2008
- Munda bimaculata Saussure, 1878
- Munda certa Gorochov, 2007
- Munda cicur Saussure, 1878
- Munda crucifera Gorochov, 2007
- Munda darevskii Bey-Bienko, 1966
- Munda fasciata Haan, 1842
- Munda insularis Saussure, 1878
- Munda javana Saussure, 1878
- Munda longissima Gorochov, 2007
- Munda picturata Stål, 1877
- Munda pulchella Gorochov, 2007
- Munda quadrimaculata Chopard, 1951
- Munda regulus Saussure, 1878
- Munda renschi Gorochov, 2007
- Munda tacita Saussure, 1878
- Munda melanocephala Chopard, 1951
- Munda punctata Chopard, 1951
- Munda simulata Gorochov, 2008